# The Never-Ending Why
The Never-Ending Why è un singolo del gruppo musicale britannico Placebo, pubblicato come secondo singolo estratto dall'album Battle for the Sun nel 2009.
Il video ufficiale del brano è stato diretto da Champagne Valentine.

## Tracce
CD
1. The Never-Ending Why – 3:24
2. Hardly Wait – 3:00 – cover dei PJ Harvey
3. For What It's Worth (Mistabishi Remix) – 3:53

Vinile 7"
1. The Never-Ending Why
2. Hardly Wait

Download digitale (prima versione)
1. The Never-Ending Why (Album Version) – 3:24
2. For What It's Worth (Live and Acoustic) – 3:00
3. Hardly Wait – 3:00 – cover dei PJ Harvey
4. For What It's Worth (Mistabishi Remix) – 3:53

Download digitale (seconda versione)
1. The Never-Ending Why – 3:24
2. The Never-Ending Why (Live At The 02 Shepherd Bush Empire) – 3:32
3. Happy You're Gone (Live At The 02 Shepherd Bush Empire) – 3:59
4. Speak in Tongues (Live At The 02 Shepherd Bush Empire) – 4:16

## Classifiche
| Classifica (2009) | Posizione massima |
| ----------------- | ----------------- |
| Belgio (Fiandre)  | 63                |